# Sainete
Sainete je naziv za kratku komičnu jednočinku s pratećom vokalno-instrumentalnom glazbom i plesom, popularnu u Španjolskoj u 18. i 19. stoljeću. Prikazivala je zabavne prizore iz svakodnevice običnih ljudi, u početku najčešće kao međuigra ili na kraju drugih predstava, a potom i kao samostalno djelo. Preteča je kostumbrizma. Najznačajniji predstavnici su dramatičar Ramón de la Cruz i skladatelj Antonio Soler.

## Razvoj
Kulinarski pojam sainete, u značenju začin ili slatkiš, počeo se u 17. stoljeću koristiti kao naziv za farsu ili burlesku, satirični prikaz scena iz svakodnevnog života (prvenstveno Madrida) s realističnim narodskim likovima i vernakulanim jezikom.
Sainete se u početku izjednačavala s entremés (intermeco) te je izvođena kao međuigra drugih predstava ili nakon njih, da bi ju u 18. stoljeću Ramón de la Cruz izdvojio kao samostalno djelo. Uz Ramóna de la Cruza i Luisa Quiñonesa de Benaventea sainete su pisali i mnogi anonimni autori.
Sainete se afirmirala kao popularna mala forma (šp. género chico) tijekom razdoblja prosvjetiteljstva i sačuvala svoj identitet sve do kraja 19. stoljeća.
Od početka 20. stoljeća popularnost seinete jenjava jer se sainete orijentira prema drugim žanrovima, naročito zarzueli i melodrami.

### Glazba
Sainete iz ranog razdoblja bile su kratka govorena djela u stihu ili prozi, u kojima se glazba sastojala od jedne ili dvije numere. U 18. stoljeću glazba se smatra ključnim čimbenikom sainete. Najčešća glazba bila je tada vrlo popularna seguidilla, a zatim mnoge druge vrste kao što su zborovi, kvarteti, menueti, marševi, pjesme u francuskom i talijanskom stilu, kao i kraća instrumentalna djela. Jedan od značajnijih skladatelja glazbe za sainete je Antonio Soler.